# Wilhelm Hoffbauer (Politiker, 1801)
Friedrich Wilhelm Eduard Hoffbauer (* 28. März 1801 in Minden; † 21. August 1860 in Herford) war ein deutscher Richter und Politiker.
Friedrich Wilhelm Hoffbauer war der Sohn des Kriminalrats und Justizkommissars bei der Regierung in Minden, Dietrich Wilhelm Hoffbauer und dessen Ehefrau Johanna Francisca geborene Leo. Hoffbauer, der evangelischer Konfession war, heiratete am 31. Oktober 1830 Bertha Lohrmann (* 25. Dezember 1809 auf Gut Übelngönne bei Warburg; † 26. Februar 1873 in Lengerich in Westfalen), die Tochter des Oberrentmeisters Martin Lohrmann.
(Friedrich) Wilhelm Hoffbauer studierte Rechtswissenschaften und trat 1823 in den preußischen Staatsdienst. 1828 wurde er Richter. 1848 war er Land- und Stadtgerichtsdirektor in Büren, später in Herford. 1850 wurde er Kreisgerichtsrat und 1860 war er Dirigent der II. Abteilung des Kreisgerichts.
Im Jahr 1850 war er Mitglied im Volkshaus des Erfurter Unionsparlaments. Als Kreisgerichtsrat beschäftigte sich Hoffbauer mit der Herforder Lokalgeschichte.